# Avenida Avellaneda (Tucumán)
La Avenida Nicolás Avellaneda es una avenida de San Miguel de Tucumán, Tucumán, Argentina. Se extiende desde la intersección de las avenidas Sarmiento y Gobernador del Campo hasta su continuación como avenida Sáenz Peña. Es una de las avenidas que rodean el área central de la capital.

## Historia
La avenida fue creada originalmente como calle de ronda del área histórica de San Miguel de Tucumán y bordeaba el río Salí, siendo ampliada como bulevar tras el ensanche de la traza urbana en 1887. Desde su intersección con calle Mendoza hacia el sur, se formó el barrio comercial de El Bajo con la llegada del Ferrocarril Central Norte en 1892 que abastecía a los viajeros y recién llegados.
Desde fines del siglo XIX y XX se asentaron diversas instituciones como el Asilo y Parroquia San Roque o el Hospital Centro de Salud y circularon diversas líneas de colectivos, tranvías y trolebuses. En 2023 se propuso darle un sentido único de circulación norte-sur a la arteria vehicular, en conjunto a la avenida Sáenz Peña. En 2024 se crearon carriles exclusivos para ómnibus en toda la extensión de la avenida, en marco del Plan Integral de Movilidad Urbana.

## Sitios de interés
A lo largo de esta avenida se desarrollan varios lugares de interés y emblemáticos:
- Hospital Centro de Salud
- Dirección de la Policía de Tránsito y de la Vía Pública
- Parroquia San Roque
- Plazoleta San Miguel Arcángel
- Sede Naturgy Tucumán
- Edificio EDET S.A.